# クレヨンしんちゃん2 大魔王の逆襲
『クレヨンしんちゃん2 大魔王の逆襲』（クレヨンしんちゃんツー だいまおうのぎゃくしゅう）は、1994年5月27日にバンダイから発売されたスーパーファミコン用ベルトスクロールアクションゲーム。ステージによっては横スクロールシューティングゲームの要素も存在する。
本作は映画『クレヨンしんちゃん アクション仮面VSハイグレ魔王』（1993年）の続編となっており、同作の悪役だったハイグレ魔王が再登場。難易度が選択でき、難易度によって敵の強さだけではなく、エンディングも変わる。ゲーム自体は非常に短く、30分掛からずにクリアすることが可能。
開発はさんえるが行い、スタッフは前作『クレヨンしんちゃん 嵐を呼ぶ園児』（1993年）から引き続き尾形和正、田中庸介、牛村憲彦の3名が参加している。開発段階では『クレヨンしんちゃん ハイグレ魔王の復活』と仮称されていた。

## 設定

### ストーリー
『アクション仮面VSハイグレ魔王』からしばらく経ったある日、しんのすけはテレビで大好きな特撮ヒーロー「アクション仮面」を観ていた。だが、その突然テレビの中からかつて異世界の地球でしんのすけとアクション仮面と対立したハイグレ魔王が現れ、アクション仮面を人質にして牢屋に入れてしまう。彼を助ける為には「コーワシストーン」という鍵を手に入れなければならない。コーワシストーンを探そうと出発するしんのすけだが、風間くんやマサオくんをはじめとするしんのすけの友人たちまでもがハイグレ魔王に捕まり、敵として洗脳されてしまう。
はたしてしんのすけはコーワシストーンを集め、アクション仮面と洗脳された友人達を救う事ができるのであろうか。

### ステージ構成
1. しんちゃんの家ステージ（ボス：ゴキブリマサオくん）
2. 公園ステージ（ボス：怪人ブランジャー）
3. 幼稚園ステージ（ボス：風間くんロボ）
4. ハイレグ魔王基地入り口ステージ（ボス：怪獣パンチラス）
5. 宇宙ステージ（ボス：鈴虫ボーちゃん）
6. しんちゃんの家（異空間風）ステージ（ボス：魔女っ子ネネちゃん）
7. 海底ステージ（ボス：風間くんロボ・改）
8. ハイグレ魔王の部屋入り口ステージ（ボス：ハイグレ魔王）

## 登場人物
野原しんのすけ（声優：矢島晶子）
本作はアクション仮面と風間くんたちを助けるため、「コーワシストーン」を探す冒険に出る。本作の服の色は青である。通常攻撃はジャンプして踏み付けと敵の武器を投げつけるのみ。アイテムを使うとぞうさんこうげき、アクションビームなどが使える。
なお、両親（野原みさえ、野原ひろし）はゲーム中には登場しないが、攻略本に記載されている漫画のみ登場している。また、みさえはTVCMにも登場している。
シロ
しんのすけが飼っている白い犬。ステージ3で道を教えたり、ミニゲームなどに登場する。
アクション仮面
しんのすけの好きなヒーロー。今回はハイグレ魔王に捕まってしまう。
北春日部博士
映画の第1作に登場した人物。しんのすけの冒険の手助けなどをする。
風間トオル
しんのすけの友人。ハイグレ魔王に捕まり、敵として改造されてしまう。ステージ3とステージ7のボスとして登場する。プライドが高いのは相変わらずで、負けても「勝ったと思うなよ」と言い残し、更なる改造を果たす。
風間くんロボ
ステージ3のボスで、ロボットに改造された風間くんの姿。連続パンチをしたり、胸から出す黒板消しミサイルで攻撃してくる。
風間くんロボ・改
ステージ7のボスで、風間くんロボがパワーアップした姿。水中戦のため亀のような形状になっており、光り玉やハンマーで攻撃をしてくる。ダメージを与えるごとに巨大化していく。

佐藤マサオ
しんのすけの友人。弱気で泣き虫。ハイグレ魔王に捕まり、敵として改造されてしまう。ステージ1のボスとして登場する。
ゴキブリマサオくん
ステージ1のボスで、ゴキブリの怪人になったマサオくんの姿。床や壁を高速で動き、体当たりやピーマンを投げつけて攻撃してくる。

桜田ネネ
しんのすけの友人。ハイグレ魔王に捕まり、敵として改造されてしまう。ステージ6のボスとして登場する。
魔女っ子ネネちゃん
ステージ6のボスで、ネネちゃんが魔女の姿に改造された姿。ゴキブリが変化した偽しんちゃんを召喚して攻撃してくる。また、ダメージを与えると急降下攻撃をしかけてくる。

ボーちゃん
しんのすけの友人。ハイグレ魔王に捕まり、敵として改造されてしまう。ステージ5のボスとして登場する。
鈴虫ボーちゃん
ステージ5のボスで、鈴虫の怪人となったボーちゃんの姿。しんのすけを追尾するように飛びまわり、羽音を飛ばすリリリ攻撃が武器。なお、鈴虫の怪人だが宇宙で活動できる。

怪人ブランジャー
ステージ2のボスとして登場する。ブラジャーマスクの怪人。パネルからモグラたたきのように現れる。武器はピコピコハンマーと操作を封じるブラブーメラン。
怪獣パンチラス
ステージ4のボスとして登場する。ブリーフをはいた怪獣で、口からミニパンチラスを吐く赤色の個体と動きを封じる泡を吐く緑色の個体が同時に襲ってくる。
ハイグレ魔王
最終ステージのボス。映画の第1作に登場した悪党の首領で、オカマである。かつて、異世界の地球でしんのすけとアクション仮面に敗れ、宇宙へと帰って行ったが、今回はアクション仮面を誘拐し、本次元でのしんのすけの友達を敵に改造したりして、しんのすけにリベンジを挑む。仮面をつけた状態では複数の雑魚キャラを召喚して戦い、仮面が壊れると強力なエネルギー波を落としてくる。

## 評価
ゲーム誌『ファミコン通信』の「クロスレビュー」では、7・6・7・5の合計25点（満40点）、『ファミリーコンピュータMagazine』の読者投票による「ゲーム通信簿」での評価は以下の通り、22.0点（満30点）となっている。
| 項目 | キャラクタ | 音楽 | お買得度 | 操作性 | 熱中度 | オリジナリティ | 総合 |
| 得点 | 4.1        | 3.6  | 3.6      | 3.7    | 3.5    | 3.6            | 22.0 |